# Rineloricaria longicauda
Rineloricaria longicauda är en fiskart som beskrevs av Reis, 1983. Rineloricaria longicauda ingår i släktet Rineloricaria och familjen Loricariidae. Inga underarter finns listade i Catalogue of Life.